# دابز در برابر سازمان سلامت زنان جکسن
دابز در برابر سازمان سلامت زنان جکسن (۲۰۲۲) (به انگلیسی: Dobbs v. Jackson Women's Health Organization) از احکام تحول‌ساز دیوان عالی ایالات متحده است که بر مبنای آن قانون اساسی حقی برای سقط جنین اعطا نمی‌کند، و حکم قبلی دیوان در پرونده‌های رو در برابر وید و فرزندپرروی تنظیم‌شده در برابر کیسی هر دو لغو شدند.
این پرونده مربوط به انطباق یک قانون ایالتی ایالت می‌سی‌سی‌پی در سال ۲۰۱۸ با قانون اساسی بود. این قانون ایالتی اکثر عمل‌های سقط جنین را پس از ۱۵ هفته اول بارداری ممنوع می‌کند. دادگاه‌های بدوی با احکام مقدماتی خود از اجرای قانون جلوگیری کرده‌اند. مبنای این احکام مقدماتی حکم دیوان عالی در پرونده فرزندپروری تنظیم شده در برابر کیسی است، که ایالت‌ها را از ممنوع کردن سقط جنین قبل از زنده مانی جنین، به‌طور کلی در ۲۴ هفته اول، بازمی‌دارد؛ بر این اساس که انتخاب یک زن برای سقط جنین در آن زمان توسط حقوق حریم خصوصی تحت متمم چهاردهم قانون اساسی ایالات متحده محافظت می‌شود.
تغییر ایدئولوژی دادگاه عالی، از طریق انتصاب قاضی اِیمی کنی بَرِت در سال ۲۰۲۰، که قبل از انتصابش آشکارا مخالف سقط جنین بود، دابز را تبدیل به ابزار بالقوه‌ای برای به چالش کشیدن پرونده‌های رو و کیسی کرد. بیش از ۲۰ ایالت قوانینی آماده کردند تا در صورتی که دابز رو و کیسی را لغو کند بر سقط جنین مقررات سفت و سختی وضع شود، از جمله قوانین ۱۳ تا از آن ایالات به‌طور خودکار در پی لغو رو اجرایی می‌شود. دابز در پی نبردهای حقوقی بر سر قانون ضربان قلب تگزاس، که در ماه مه ۲۰۲۱ تصویب شد، توجه بیشتری را به خود جلب کرد، که منجر به ثبت رکوردهای ارسالی نامه‌های حمایتی افراد به گروه‌ها به دیوان عالی در دابز شد.
جلسه استدلال شفاهی در دیوان عالی در دسامبر ۲۰۲۱ برگزار شد. در ۲ مه ۲۰۲۲، پولیتیکو پیش نویس درز کرده از نظر اکثریت قضات نوشته قاضی ساموئل آلیتو را منتشر کرد. آن پیش نویس با لغو حقوق خصوصی خاص مورد بحث، حذف دخالت دولت فدرال، و واگذاری موضوع به تصمیم ایالت‌ها، رو و کیسی را لغو می‌کند. دادگاه از طریق بیانیه ای که توسط جان رابرتس، قاضی ارشد ایالات متحده صادر شد، صحت این سند را تأیید کرد، اما گفت که این سند «نماینده تصمیم دادگاه یا موضع نهایی هیچ‌یک از اعضا در مورد موضوعات پرونده نیست». .
این تصمیم در ۲۴ ژوئن ۲۰۲۲ صادر شد و با رای ۶ به ۳ احکام دادگاه بدوی را لغو کرد. یک حکم محدودتر ۵ به ۴ رو و کیسی را لغو کرد. نظر اکثریت بیان کرد که سقط جنین یک حق بر پایه قانون اساسی نیست، بنابراین هم رو و هم کیسی باطل می‌شوند، و ایالت‌ها باید در وضع مقررات بر سقط جنین اختیار داشته باشند. نظر اکثریت که توسط آلیتو نوشته شده بود، به‌طور قابل ملاحظه ای مشابه پیش نویس درز کرده بود. یادداشت موافقت قاضی ارشد رابرتس، قانون می‌سی‌سی‌پی مورد بحث را تأیید می‌کرد، اما حق مبتنی بر قانون اساسی برای سقط جنین را در صورتی که «مدت زمان معقولی برای انتخاب» وجود داشته باشد، که کوتاهتر از معیار زنده مانی کیسی است، زیر سؤال نمی‌برد.

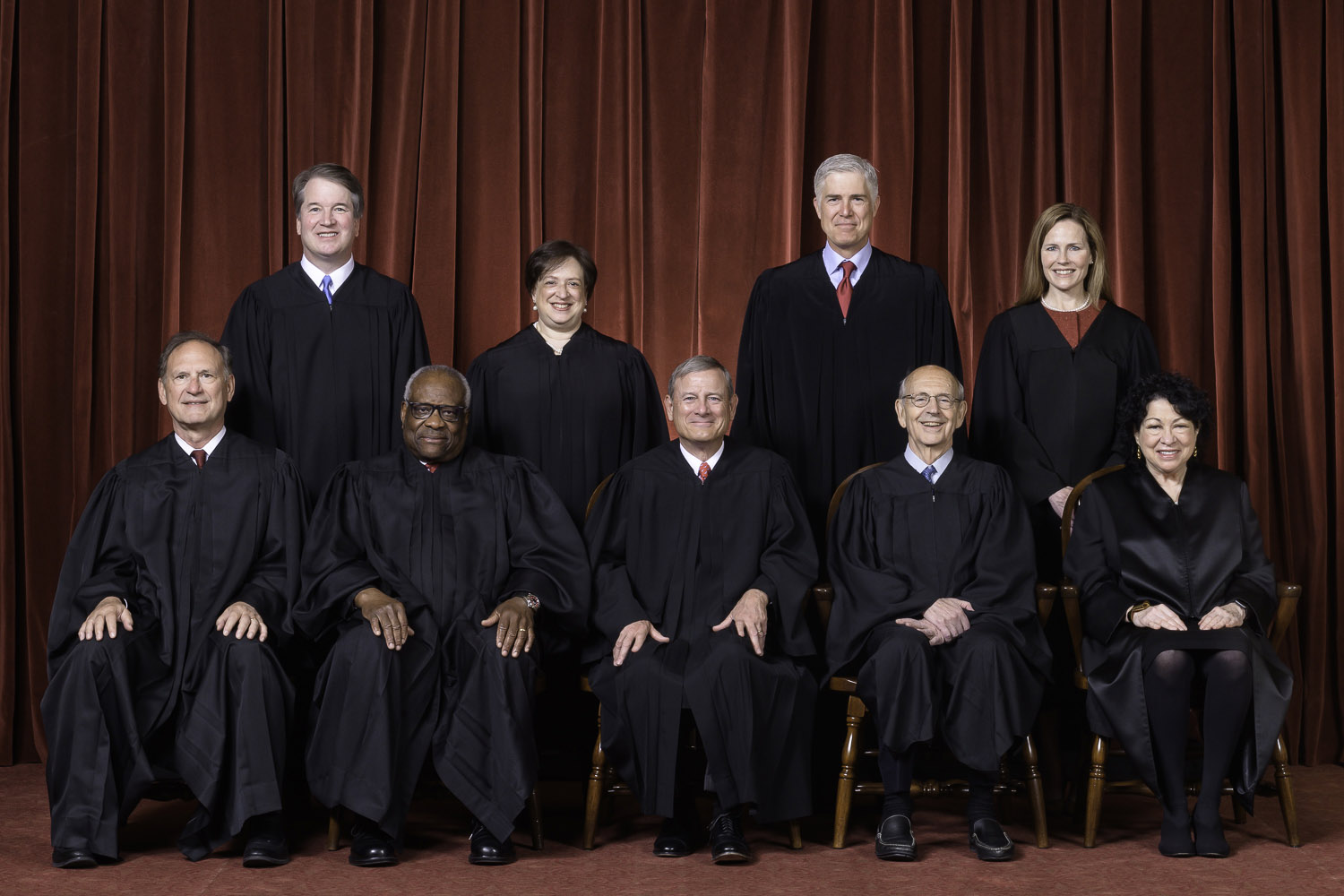
دادگاه رابرتس از اکتبر ۲۰۲۰

نقشه ای که نشان می‌دهد کدام ایالت‌های ایالات متحده قوانین خودکاری را برای ممنوعیت بیشتر سقط جنین در صورت لغو رو وضع کرده‌اند